# Sichtbarkeit von Kometen
Die Sichtbarkeit von Kometen hängt von mehreren Faktoren ab:
- von der Helligkeit, unter der er von der Erde erscheint (Freisichtigkeit). Sie hängt ihrerseits ab
  - von der Entfernung zur Erde,
  - von der Entfernung zur Sonne,
  - und von der Zusammensetzung des Kometenkerns und den Prozessen des Ausgasens bei Annäherung an die Sonne
- von der astrometrischen Sichtbarkeit. Sie hängt ab
  - von der Lage der Bahnebene zur Erdbahn (Ekliptik),
  - und vom Standort des Beobachters.

## Scheinbare Helligkeit
Die meisten Kometen laufen auf sehr langgestreckten Ellipsenbahnen um die Sonne und werden erst sichtbar, wenn sie sich der Sonne auf etwa 2 AE nähern – einerseits weil sie dann auch näher zur Erde kommen, und andererseits weil die Sublimation von Eis beginnt, die den Kern mit einer leuchtenden Hülle (Koma) umgibt. Je nach Größe des Kerns (im Durchschnitt einige Kilometer), der aus verschiedenen gefrorenen Gasen sowie aus lockerem Gestein und Staubteilchen besteht, wird der Komet mit freiem Auge sichtbar oder bleibt der teleskopischen bzw. fotografischen Beobachtung vorbehalten.
Einige Wochen nach der Entdeckung eines neuen Kometen und einer vorläufigen Bahnbestimmung lassen sich gewisse Prognosen zur künftigen Phänomenologie stellen. Sie extrapolieren die beobachtete Helligkeit als Funktion des Radiusvektors r (Distanz von der Sonne) und der Entfernung d von der Erde. Die bei Annäherung an die Sonne zunehmende Helligkeit ist allerdings mit großer Unsicherheit behaftet. Sie wird meist mit der Funktion r−n modelliert, wobei die Hochzahl n je nach Zusammensetzung des Kometenkerns zwischen 3 und 5 liegen kann. Bei großer Sonnendistanz (r > 4 AE, noch kein Eigenleuchten) liegt sie hingegen bei 2.  Einfacher lässt sich die Wirkung der Erdentfernung darstellen. Sie liegt annähernd bei d -2, siehe den Artikel Flächenhelligkeit.
Dennoch lässt sich – wegen der unterschiedlichen Zusammensetzung – die Entwicklung von Helligkeit und Kometenschweif nur annähernd voraussagen. Oft bleiben sie weit unter der erwarteten Helligkeit, doch gibt es auch vereinzelte Helligkeitsausbrüche von 2 bis 5 Magnituden, etwa beim Kometen 29P/Schwassmann-Wachmann 1. Dennoch gibt es unter den jährlich 20 bis 30 sichtbaren Kometen nur selten wirklich eindrucksvolle Erscheinungen, im Schnitt nur etwa 10 pro Jahrhundert.
Diese sogenannten Großen Kometen können sich bei Annäherung an die Sonne und Erde bis zur Helligkeit der Venus (−4 mag) entwickeln und dann sogar am Taghimmel sichtbar sein. Spektakulär werden sie jedoch erst, wenn sich ein längerer Schweif entwickelt (siehe auch die frühere Kometenfurcht). Zur Gesamthelligkeit trägt er jedoch nur dann wesentlich bei, wenn sich der Komet zwischen Sonne und Erde durchbewegt.
Ein solcher Fall war insbesondere der Komet Tebbutt (1861). Die enorme Helligkeit und Breite seines Staubschweifs im Gegenlicht entstand durch die große Oberfläche der Milliarden Staubteilchen, während im Plasmaschweif sogar jedes Atom und Molekül zur Leuchtkraft beitrug. Ähnliche, aber schwächere Effekte hatten auch einige Kometen der letzten Jahrzehnte wie 1975 der Sonnenstreifer Komet West, 1996 C/1996 B2 (Hyakutake) und C/1995 O1 (Hale-Bopp) sowie 2006/07 C/2006 P1 (McNaught).

## Lage der Bahn
Während die absolute Helligkeit vor allem von der Distanz zur Sonne und ihrem Minimum (Perihel) abhängt, ist für die sichtbare Erscheinungsform die Entfernung zur Erde entscheidend. Nur wenn der Komet auf „unserer“ Seite des Sonnensystems durchzieht, kann er an Auffälligkeit die hellsten Sterne erreichen oder übertreffen und einen Schweif von über 10° Länge entwickeln.
Was den Standort des Beobachters betrifft, ist entscheidend, in welchem Bereich der Deklination, also in welchem scheinbaren Abstand vom Erdäquator der Bahnabschnitt mit der größten Helligkeit liegt. Je steiler die Bahnebene zur Erdbahn liegt, desto unterschiedlicher können die örtlichen Bedingungen für die Beobachtung sein.
So war z. B. der im August 2006 entdeckte Komet McNaught zwar auf der Südhalbkugel besser sichtbar, aber einige Wochen auch in Europa freiäugig sichtbar und mit Teleskopen sogar einer Tagbeobachtung zugänglich. Nach seinem Perihel tauchte er jedoch nach Süden ab und die prächtige Schweifentwicklung blieb Beobachtern in Australien und Südafrika vorbehalten.
Der umgekehrte Fall trat 1861 beim o.e. Komet Tebbutt ein. Weitgehend unbemerkt entwickelte er sich auf dem Südhimmel und tauchte erst mit Annäherung an sein Perihel im Norden auf – und zwar gleich mit einem Schweif über den halben Himmel. Dass bei dieser plötzlichen Erscheinung wieder einmal die frühere Kometenangst durchschlug – sie fiel zeitlich mit dem Ausbruch des Amerikanischen Bürgerkriegs zusammen, mag in unserer Zeit bereits unverständlich sein. Dennoch empfanden viele noch 1910 beim Kometen Halley eine Art Weltuntergangsstimmung, weil die Erde zuletzt durch den Gasschweif hindurchging, der geringe Mengen des hochgiftigen Dicyan enthielt.